# Georges Leygues (1936)
Georges Leygues – francuski lekki krążownik typu La Galissonnière z okresu II wojny światowej. Został nazwany imieniem zmarłego w 1933 francuskiego polityka Georges'a Leyguesa.

## Historia
Stępkę pod „Georges Leygues” położono 21 września 1933 w stoczni Ateliers et Chantiers de Penhoët w Saint Nazaire. Wodowanie okrętu miało miejsce 24 marca 1936, a wejście do służby 15 listopada 1937. Wraz z wybuchem II wojny światowej okręt patrolował wody Atlantyku w odpowiedzi na zagrożenie, jakie dla żeglugi stwarzały duże niemieckie okręty nawodne. Okręt nie napotkał okrętów niemieckich, a podczas jednego z patroli ostrzelał przez pomyłkę francuski okręt podwodny.   9 września krążownik wraz z bliźniaczymi „Montcalm” i „Gloire” został wysłany z Tulonu do Dakaru, po czym wyruszył w morze w celu przywrócenia władzy rządu Vichy w Gabonie. 19 września zespół został przechwycony przez alianckie ciężkie krążowniki, w wyniku czego „Georges Leygues” i „Montcalm” zawróciły do Dakaru. Następnie brał udział w obronie Dakaru przed desantem połączonych sił Brytyjczyków i wojsk Wolnych Francuzów 23-25 września 1940 (operacja Menace). Podczas walk trafił kilkakrotnie ciężki krążownik HMAS „Australia”. Po inwazji aliantów w północnej Afryce i zajęciu państwa Vichy przez Niemców w listopadzie 1942 okręt przeszedł na stronę Marynarki Wojennej Wolnych Francuzów. Od lutego do sierpnia 1943  przechodził remont i modernizację w filadelfijskiej stoczni, po czym powrócił do portu w Dakarze. W czerwcu 1944 wspierał lądowanie aliantów w Normandii. Od sierpnia 1944 do marca 1945 ostrzeliwał włoskie wybrzeże w rejonie Genui.
W 1954 „Georges Leygues” uczestniczył w wojnie w Indochinach a w 1956 wspierał francuską flotę w związku z kryzysem sueskim. 1 maja 1957 został wycofany ze służby i sprzedany na złom w 1959.